# Neoheterospilus coffeicola
Neoheterospilus coffeicola är en stekelart som först beskrevs av Otto Schmiedeknecht 1924.  Neoheterospilus coffeicola ingår i släktet Neoheterospilus och familjen bracksteklar. Inga underarter finns listade i Catalogue of Life.